# 仿真乾酪

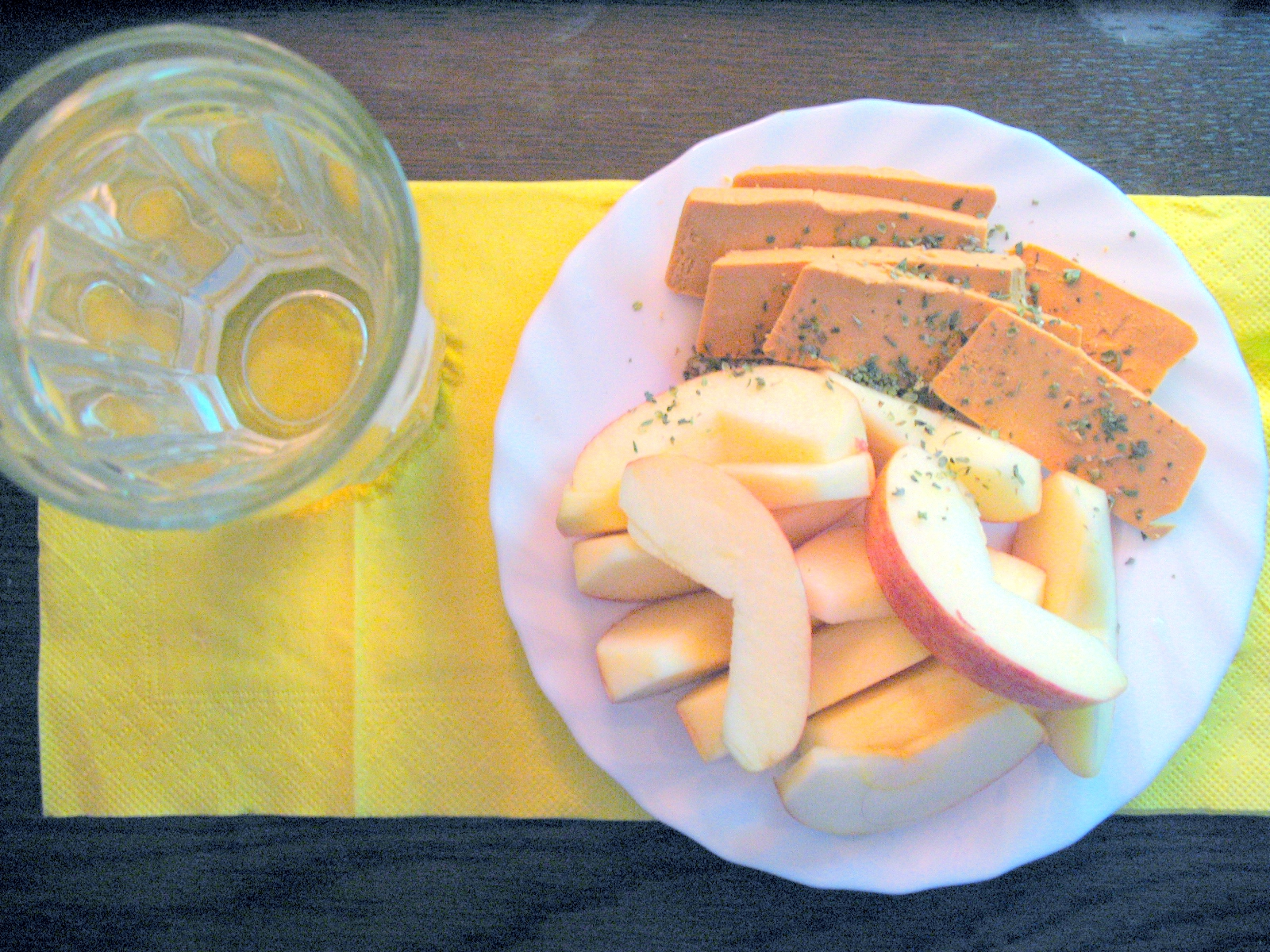
在餐盤上的大豆製起司切片

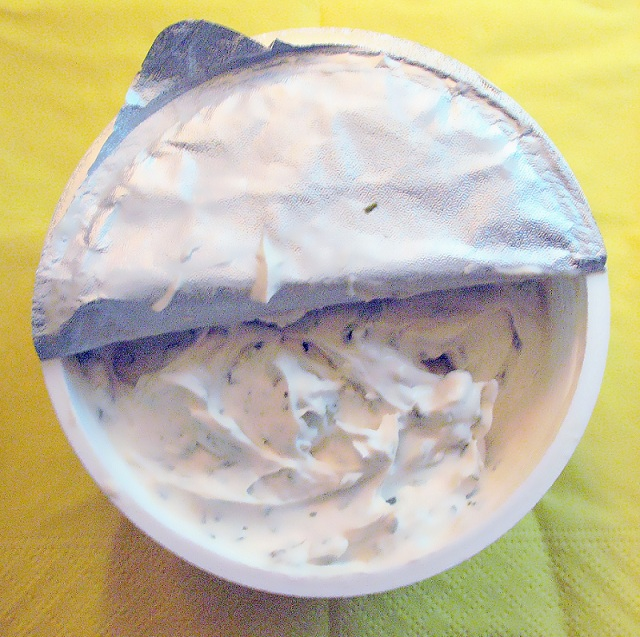
已開封的大豆油脂製起司

仿真乾酪（cheese alternatives) 是指烹飪上的乾酪替代物，以取代菜式上因客人需求或避免过敏發作的乾酪。無論是融點或價格，仿真乾酪均與乾酪不同，但其較低廉的售價誘使商界多用，以減輕經營成本。
仿真乾酪大多由大豆製成，但也有由稻米、杏仁、營養酵母或其它非乳品物質製成。仿真乾酪就像植物性奶油替代品，用於各種起司產品。這些產品通常被某種食物偏好者消費，例如純素食主義、教條限制（大部份的仿真乾酪均由犹太教拉比認可，是符合教規的食物）、乳糖不耐症或牛奶過敏。

### 品牌

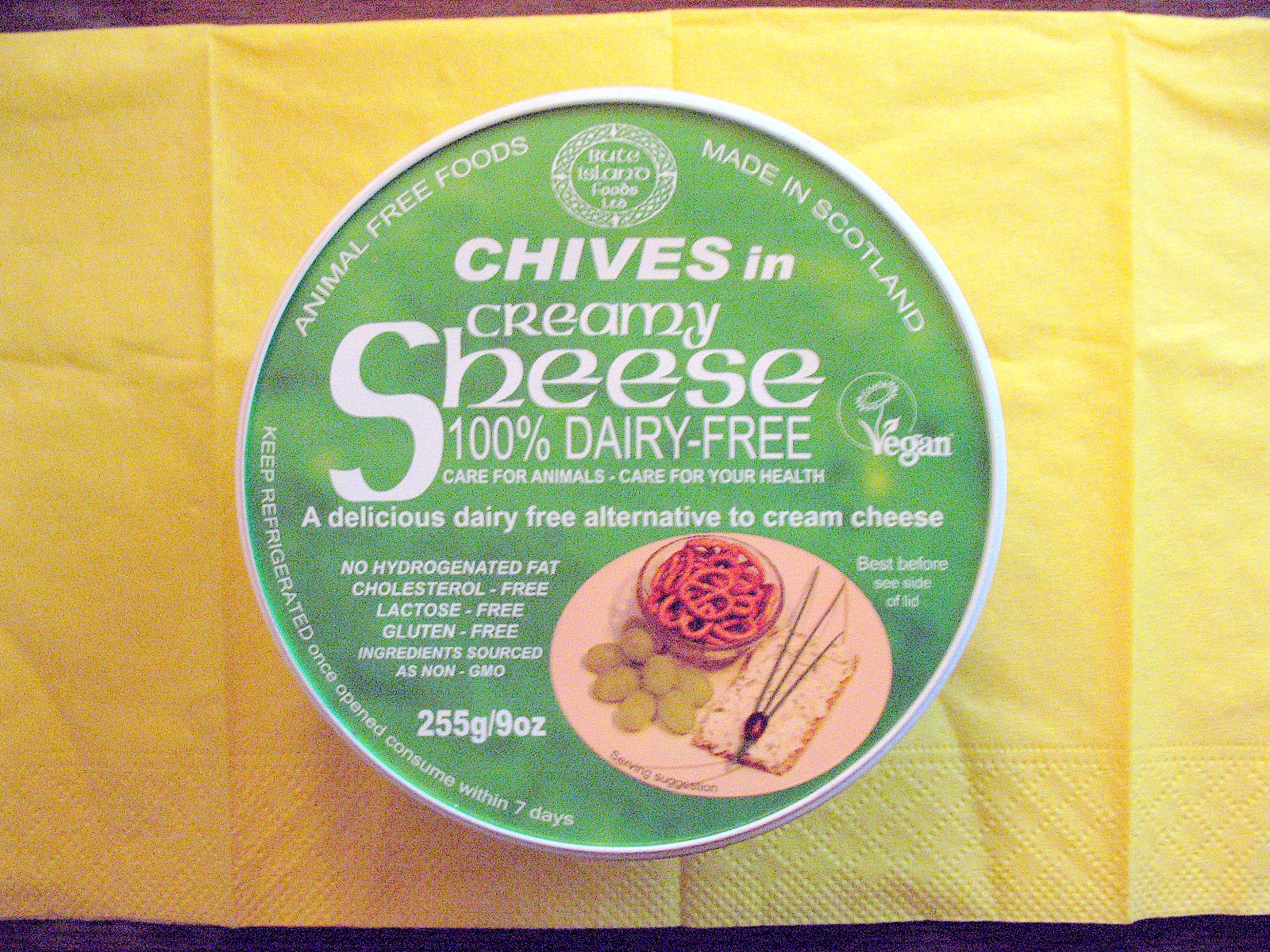
Sheese是。

以下為一些比較常見的素食仿真乾酪品牌，均不含酪蛋白：Cheed, Cheezly, FYH Vegan Gourmet Cheese, NuttyCow NutCheese, Sheese, Teese,及Tofutti。此外尚有一些不含大豆成份的全素仿真乾酪，包括有：Daiya, Dr.Cow, Chreese及Veganrella，全部均為己認證的全素食品，所以100%保證不含酪蛋白。

### 種類
現時的仿真乾酪有提供以下種類乾酪的替代品：
| - American - Blue - Cheddar - Cheshire - Cream cheese - Edam | - Gouda - Monterey Jack - 马苏里拉奶酪 - Parmesan - Swiss |